# Pierre-Louis Dietsch
Pierre-Louis-Philippe Dietsch (ur. 17 marca 1808 w Dijon, zm. 20 lutego 1865 w Paryżu) – francuski dyrygent, organista i kompozytor.

## Życiorys
Studiował u Alexandre’a-Étienne’a Chorona w Institution Royale de Musique Classique et Religieuse, następnie kształcił się w Konserwatorium Paryskim u Antonína Rejchy (kontrapunkt) i Marie-Pierre’a Cheniégo (kontrabas). Grał na kontrabasie w orkiestrze Théâtre-Italien i Opéra de Paris. Pełnił funkcję organisty w paryskich kościołach Saint-Eustache (1830–1839) i Madeleine (od 1849). Od 1840 roku był chórmistrzem Opery Paryskiej. W 1860 roku objął funkcję dyrygenta tej sceny, rok później poprowadził premierę paryskiej wersji Tannhäusera. Ze stanowiska zrezygnował w 1863 roku na skutek kłótni z Giuseppe Verdim.
Był autorem napisanej do libretta autorstwa Paula Fouchera opery Le Vaisseau fantôme (wyst. Paryż 1842). Dziełu temu zarzucono plagiat z pierwszej wersji Holendra tułacza Richarda Wagnera. Po zaledwie 11 przedstawieniach opera ta została zdjęta ze sceny i popadła w zapomnienie. Ponadto Dietsch był autorem ponad 20 mszy i wielu utworów religijnych.